# Vallarta de Bureba
Pour les articles homonymes, voir Vallarta.
Vallarta de Bureba est une commune d'Espagne dans la communauté autonome de Castille-et-León, province de Burgos. Elle s'étend sur 19,12 km2 et comptait environ 49 habitants en 2011.